# James Stirling (matematician)

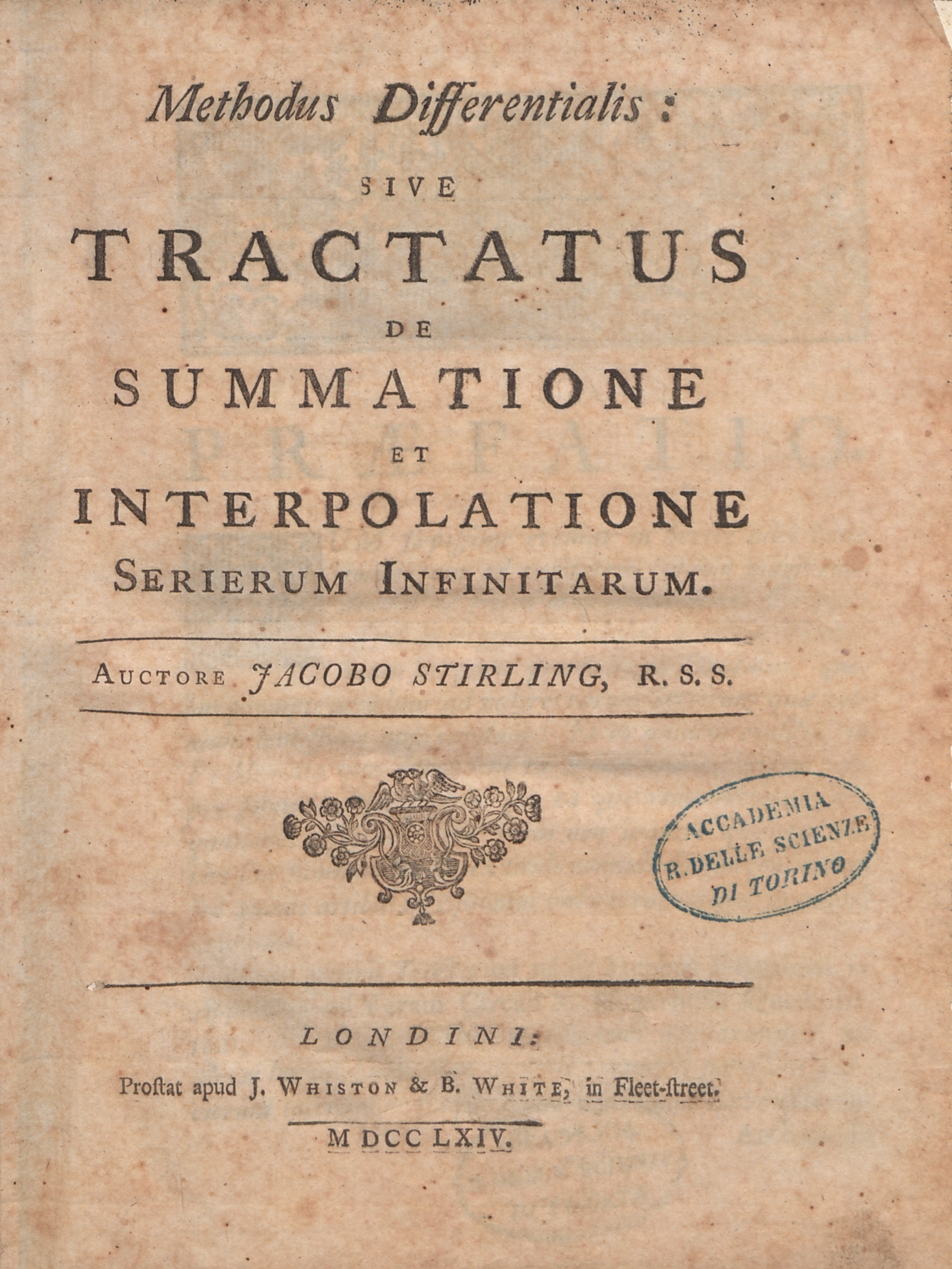
Methodus differentialis, 1764

James Stirling (n. mai 1692 la Garden, Stirlingshire – d. 5 decembrie 1770, Edinburgh) a fost un matematician scoțian, cunoscut pentru numărul Stirling și aproximația Stirling.
1. ↑  James Stirling, The Peerage
2. 1 2 3 4 5 6  MacTutor History of Mathematics archive
3. ↑  MacTutor History of Mathematics archive, accesat în 22 august 2017
4. ↑  James Stirling, Gran Enciclopèdia Catalana
5. ↑  James Stirling, Encyclopædia Britannica Online, accesat în 9 octombrie 2017
6. ↑  James Stirling, Roglo
7. ↑  James Stirling, Brockhaus Enzyklopädie, accesat în 9 octombrie 2017
8. ↑  Find a Grave
9. 1 2  The Peerage
10. ↑  Autoritatea BnF, accesat în 10 octombrie 2015
11. ↑   https://www.jstor.org/stable/3604392?Search=yes&resultItemClick=true&searchText=James%20Stirling%20scottish%20mathematician&searchUri=%2Faction%2FdoBasicSearch%3FQuery%3DJames%2BStirling%2Bscottish%2Bmathematician&ab_segments=0%2FSYC-6080%2Fcontrol&refreqid=fastly-default%3Aa906dca9168bd2a5aadec37bc0c0cc7d Lipsește sau este vid: |title= (ajutor)
12. ↑  Canmore
13. ↑   https://catalogues.royalsociety.org/CalmView/Record.aspx?src=CalmView.Persons&id=NA1068&pos=1 Lipsește sau este vid: |title= (ajutor)